# Haestingas
Haestingas, Heastingas eller Hæstingas var en stamme i angelsaksisk England. Der vides ganske lidt om dem. De bosatte sig i det, der senere blev til East Sussex noget tid inden slutningen af 700-tallet. I 1100-tallet beskrev Simeon af Durham at de var blevet besejret af Offa af Mercia i 771. Stammen beskrives også i Den Angelsaksiske Krønike som en automon gruppe så sendt som op i 1000-tallet.
Området lå øst for Pevensey, på den anden side af det saksiske kystfort Anderitum, og på den anden side af flodmundingen og marskområdet og helt til kongeriget Kent. Stammen har lagt navn til Hastings, der var deres hovedstad.